# Прерванный взлёт
Пре́рванный взлёт — процедура, применяемая в аварийных ситуациях во время взлёта, при которой воздушное судно вынужденно прерывает разбег и аварийно останавливается. Необходимость в прерванном взлёте может возникнуть в силу различных причин: полный или частичный отказ одного или нескольких двигателей, помеха на ВПП, пожар на борту, техническая неисправность и т. п.
Процедура прерванного взлета небезопасна: существует риск возгорания или выкатывания воздушного судна за пределы ВПП; затратна для авиакомпании: значительно изнашиваются или полностью выходят из строя тормозные механизмы и покрышки шасси. Основными сложностями выполнения прерванного взлёта являются:
- Большая масса самолёта, поскольку он заполнен значительным количеством топлива для совершения полёта;
- Дефицит времени при оценке необходимости применения процедуры прерванного взлёта;
- В отличие от посадки, для гашения скорости остаётся значительно меньшая часть ВПП и невозможность ухода на второй круг;
- Большая нагрузка на тормозную систему из-за значительного веса и малой тормозной дистанции (что может привести к возгоранию из-за ограниченного энергопоглощения тормозной системы).
- В ситуациях, связанных с отказом одного или нескольких двигателей, полная или частичная невозможность использования реверса, что дополнительно увеличивает тормозную дистанцию и нагрузку на основную тормозную систему.

Для многомоторного самолёта перед каждым взлётом экипаж рассчитывает скорость принятия решения — {\displaystyle V_{1}}, до достижения которой взлёт может быть безопасно прекращён, а самолёт остановится в пределах располагаемой дистанции прерванного взлета (складывается из длин концевой полосы безопасности и ВПП, без учёта участка выруливания).
{\displaystyle V_{1}} зависит от многих факторов, таких как: длина ВПП, её состояние, коэффициент сцепления, покрытие, метеоусловия (ветер, температура, атмосферное давление), загрузка самолёта, и другие. Кроме того, {\displaystyle V_{1}} выбирается так, чтобы при отказе одного из двигателей при разбеге гарантировалась безопасность как при прерывании взлета, так и при его продолжении. Важным нюансом является и тот факт, что {\displaystyle V_{1}} не должна превышать {\displaystyle V_{R}} (скорость подъема передней стойки шасси), так как через 2-3 секунды наступает отрыв самолета от ВПП.
После отрыва прерывать взлет запрещено, поскольку не гарантируется безопасность посадки вследствие большого веса воздушного судна и, главным образом, по технике пилотирования самолёта с одним отказавшим двигателем. По достижении {\displaystyle V_{1}} командир воздушного судна принимает решение о продолжении взлёта либо его прекращении. На принятие решения отводится около 3 секунд. В случае, если отказ произошёл на скорости, большей {\displaystyle V_{1}}, единственным решением будет продолжить взлёт и затем (после полёта по кругу или выработки топлива до достижения максимальной посадочной массы) произвести посадку.
Все современные многомоторные самолёты гражданской авиации сконструированы так, что даже если на взлёте откажет один из двигателей, мощности остальных хватит для того, чтобы разогнать машину до приемлемой скорости и подняться на безопасную высоту, с которой можно выполнить заход на посадку.